# 竹阳街道
竹阳街道，原为竹阳镇，是中华人民共和国四川省达州市大竹县下辖的一个乡镇级行政单位。2019年12月，撤销莲印乡，将其所属行政区域划归竹阳街道管辖。2020年6月，将中华镇黄荆社区和白塔街道幸福社区部分居民组（一环路北段54—168号双号）、新华路居民组、东电居民组所属行政区域划归竹阳街道管辖。将竹阳街道新华社区部分居民组（一环路北段1—73号单号）所属行政区域划归白塔街道管辖。

## 行政区划
竹阳街道下辖以下地区：
新华社区、西城社区、幸福社区、北城社区、大众社区、大同社区、和平社区、南城社区、竹阳社区、幸福村、双碑村和高峰寺村。